# Achaguas (khu tự quản)
Achaguas là một Khu tự quản thuộc bang Apure, Venezuela. Thủ phủ của khu tự quản Achaguas đóng tại Achaguas. Khự tự quản Achaguas có diện tích 15754 km2, dân số theo điều tra dân số ngày 21 tháng 10 năm 2001 là 49781 người.